# 22e assemblée générale de l'Île-du-Prince-Édouard
La 22e assemblée générale de l'Île-du-Prince-Édouard est en séance entre le 3 mars 1863 et 1867.
L'assemblée siège au gré du lieutenant-gouverneur George Dundas (en). Thomas H. Haviland est élu président de l'Assemblée législative de l'Île-du-Prince-Édouard.
John H. Gray est premier ministre.

## Liste des membres
| Circonscription          | Membres                            |
| ------------------------ | ---------------------------------- |
| 1er Prince               | Nicholas Conroy (en)               |
| 1er Prince               | George William Howlan              |
| 2e Prince                | James Yeo (en)                     |
| 2e Prince                | David Ramsay                       |
| 3e Prince                | James Warburton                    |
| 3e Prince                | George Sinclair                    |
| 4e Prince                | James Colledge Pope                |
| 4e Prince                | Cornelius Howatt (en)              |
| 5e Prince                | Colin McLennan                     |
| 5e Prince                | James Muirhead                     |
| 1er Queens               | Donald Montgomery (en)             |
| 1er Queens               | William Haslam                     |
| 2e Queens                | John Longworth                     |
| 2e Queens                | Alexander Laird (en)               |
| 3e Queens                | George Coles (en)                  |
| 3e Queens                | Francis Kelly (en)                 |
| 4e Queens                | John H. Gray                       |
| 4e Queens                | William Henry Pope                 |
| 1er Kings                | Joseph Hensley                     |
| 1er Kings                | Donald Beaton                      |
| 2e Kings                 | Edward Whelan (en)                 |
| 2e Kings                 | John Sutherland                    |
| 3e Kings                 | Edward Thornton (en)               |
| 3e Kings                 | Ronald Walker                      |
| 4e Kings                 | David Kaye                         |
| 4e Kings                 | James Duncan                       |
| Charlottetown et royauté | Daniel Davies                      |
| Charlottetown et royauté | Frederick de St Croix Brecken (en) |
| Georgetown et royauté *  | Thomas Heath Haviland              |
| Georgetown et royauté *  | Roderick McAulay                   |